# Mhaydseh
Mhaydseh,  (محيدثة)  Valle de la Becá, Líbano (a veces pronunciado como "Al Mhaydseh","Muhaydhi") (en árabe: المحيدثة‎) es una ciudad en el del sureste de Bekaa, una región de la República de Líbano. Mhaydseh Es parte del Distrito de Rashaya.

## Historia
En 1838, Eli Smith lo describió como el-Muheiditheh; una aldea musulmán suní en el Valle de la Becá Valle.